# Jan Eneáš
Jan Eneáš zvaný též Aeneas Boleslavský nebo Eneas Boleslavský (asi 1537 Mladá Boleslav – 5. února 1594, Ivančice) byl český protestantský kazatel, pedagog, překladatel a archivář. Byl představitelem a nakonec i vůdcem Jednoty bratrské a jedním z překladatelů Bible kralické.

## Život
Roku 1564 se stal učedníkem na bratrské škole v Přerově. Poté studoval na univerzitě do Wittenbergu (roku 1567 zde získal titul mistra svobodných umění). Byl zde mj. žákem Esroma Rudingera (ten v letech 1575—1588 pak vedl bratrskou školu v Ivančicích). Ještě ve Wittenbergu na pokyn Jana Blahoslava vypracoval Aeneas latinský překlad bratrské konfese. Roku 1571 se vrátil z Německa a stal se správcem bratrské školy a sboru v Třebíči. V roce 1572 přijal kněžské svěcení. Roku 1577 byl zvolen na synodě v Holešově za staršího a biskupa, v roce 1590 se stal nejvyšším duchovním správcem Jednoty bratrské. Od roku 1575 pomáhal vést archív Jednoty, po roce 1577 byl písařem jednoty a uspořádal několik knih z bratrských textů. Po roce 1582 řídil práce na bratrském překladu Bible (Bible kralická) a sám se na něm podílel. Od roku 1588 vedl bratrskou školu v Ivančicích. Podílel se na polemice s utrakvistou Pavlem Kyrmezerem, a to spiskem Ozvání proti spisu Kyrmezerovu Acta concordiae. Vyhraňoval se též vůči novokřtěncům, ve spise Psaní panu Fridrichovi z Žerotína proti novokřtěncům.

## Dílo
Pro bratrský archiv, který vedl s Oldřichem Stefanem, uspořádal několik svazků bratrských akt. Napsal polemické spisy Ozvání proti spisu Kyrmezerovu Acta concordiae (1580) a Psaní panu Fridrichu z Žerotína proti novokřtěncům.